# Operación Alfombra Mágica (Yemen)

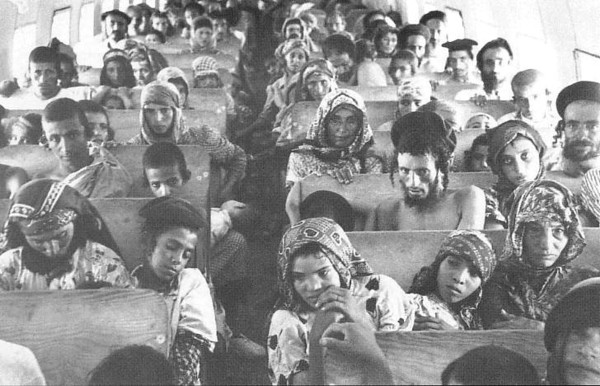
La mayoría de los judíos de Yemen no habían visto nunca un avión, pero creyeron en la profecía bíblica: según el libro de Isaías (40:31) y Éxodo (19:1), Dios prometió a los Hijos de Israel que regresarían al Sion "en alas de águilas".

Operación Alfombra Mágica es el apodo más conocido para la Operación en alas de águilas  (en hebreo: כנפי נשרים‎, Kanfei Nesharim), una operación de rescate realizada entre junio de 1949 y septiembre de 1950 que llevó 49.000 judíos de Yemen al recientemente creado Estado de Israel. Aviones de transporte británicos y norteamericanos efectuaron unos 380 vuelos desde Adén, en una operación secreta, y que no se hizo pública hasta varios meses después de haberse terminado. En algún momento, la operación fue también denominada Operación Llegada del Mesías.

## Antecedentes
Tras el Plan de la ONU para la partición de Palestina de 1947 en el que el Estado judío fue declarado, alborotadores musulmanes participaron en enfrentamientos en el Pogromo de Adén, matando a 82 personas y destruyendo un gran número de casas de los judíos. A principios de 1948, la falsa acusación del asesinato de dos niñas musulmanas en Yemen motivó saqueos de los bienes de los ciudadanos judíos. La comunidad judía de Adén estaba paralizada económicamente, ya que la mayoría de las tiendas y negocios de los judíos habían sido destruidos. 
Los judíos de Yemen empezaron a reunirse en "Camp Geula" (en hebreo: ‘’Redención) en Adén, declarando el deseo de emigrar a Israel. Sin embargo, las tropas británicas, que controlaban la Colonia de Adén, impidieron esta emigración hasta que la Guerra de independencia de Israel terminara a principios de 1949. En ese momento, unas 10 000 personas se habían reunido en el campamento de Geula. El recién nombrado imán de Yemen, Ahmad ibn Yahya, dio su secreta aprobación para realizar un puente aéreo y establecer una base para la operación.

## La operación
En respuesta a una situación cada vez más peligrosa, la mayor parte de la comunidad judía de Yemen emigró en secreto a Israel entre junio de 1949 y septiembre de 1950 mediante la Operación Alfombra Mágica. La migración continuó en menor número en 1962, cuando una guerra civil puso un abrupto fin a cualquier nuevo éxodo judío. Algunas familias judías ricas, que dudaban de las promesas de un futuro mejor en Israel, decidieron no abandonar sus propiedades, por lo que unos 300 judíos en total permanecieron en Yemen.
En el curso de la Operación Alfombra Mágica, la inmensa mayoría de los judíos de Yemen - unos 47.000 yemenitas, 1500 de Adén, así como 500 de Yibuti y judíos de Eritrea - fueron transportados en avión a Israel. La mayoría de ellos nunca habían visto antes un avión. Fueron rescatados de sus formas de vida como agricultores, siendo reeducados para afrontar un nuevo modo de vida en un mundo nuevo.
Miles de niños desaparecieron al llegar en Israel, los padres de esos niños nunca recibieron información sobre ellos, lo que resultó en el caso de los niños judíos yemenitas.

## Origen del nombre
El nombre oficial de la operación se originó a partir de dos pasajes bíblicos: 
- Éxodo 19:4 - "Vosotros visteis lo que hice con los egipcios, y cómo os tomé sobre alas de águila y os he traído a mí".
- Libro de Isaías 40:31 - "Pero los que esperan a Jehová tendrán nuevas fuerzas; levantarán alas como las águilas; correrán, y no se cansarán, caminarán y no se fatigarán".

Debido a que no habían visto anteriormente aviones, estaban muy asustados y se negaban a subir. Entonces, el rabino citó el versículo anterior para mostrarles que estarían seguros al ingresar a los aviones. 
La Operación Alfombra Mágica fue la primera de una serie de operaciones, cuyo objetivo era el transporte en masa de comunidades enteras de judíos, perseguidas y hasta, algunas, en peligro de extinción, desde los países árabes a Israel, entre los años 1950 y 1960.